# Дочия, Георгий
Георгий Дочия (груз. გიორგი დოჩია; 18 августа 1963, Очамчира, Абхазская АССР) — советский и грузинский футболист, защитник.

## Биография
Воспитанник очамчирской ДЮСШ. В 16-летнем возрасте попал в дубль тбилисского «Динамо». Выступал за юношескую сборную СССР, принимал участие в Мемориале Гранаткина в 1981 году, бронзовый призёр юношеского Евро-1982. Участник летней Спартакиады народов СССР 1983 года в составе сборной Грузинской ССР.
В основном составе тбилисцев дебютировал 24 октября 1982 года в матче высшей лиги против московского «Спартака», заменив на 67-й минуте Давида Пайкидзе. Всего в составе «Динамо» сыграл 4 матча в высшей лиге — три в концовке сезона 1982 года и один — летом 1983 года.
С 1984 года в течение трёх лет выступал за «Торпедо» (Кутаиси), сыграл 44 матча, в том числе 20 игр — в 1985—1986 годах в высшей лиге. В 1987—1989 годах играл во второй лиге за сухумское «Динамо».
После выхода грузинских команд из чемпионата СССР выступал в чемпионате Грузии за «Цхуми» (Сухуми) и «Амирани» (Очамчира), всего сыграл 70 матчей и забил 3 гола.
Дальнейшая судьба неизвестна.